# Орихалк
Ори́халк, рідше орихальк (дав.-гр. ὀρείχαλκος, лат. orichalcum, aurichalcum) — таємничий метал або сплав, який згадується давньогрецькими авторами ще у VII столітті до н. е. Гесіод повідомляє, що з орихалку було зроблено щит Геракла. В одному з гомерівських гімнів (бл. 630 року до н. е.) відповідний епітет було застосовано до локонів Афродіти.

## Історія
Давньогрецьке слово ὀρείχαλκος виникло від двох слів — όρος («гора») та χαλκός («мідь») і може перекладатися як «гірська мідь». Латинські автори помилково транслітерували це слово як aurichalcum — буквально «золотомідь». На основі цього читання поширилась ідентифікація орихалка з різноманітними сплавами золота й міді. У гомерівських гімнах слово «орихалк» прийнято перекладати як «жовта мідь» або «прикраси з жовтої міді».
У Цицерона є згадка про орихалк, який він вважає металом, подібним за кольором на золото, але меншої вартості.
У популярній літературі поширена думка, що орихалк — це латунь або алюміній. Проте латунь була добре відома грекам класичного періоду й зовсім не «тільки лише за назвою», як пише про орихалк Платон. Тоді як алюміній уперше був отриманий у дев'ятнадцятому сторіччі. Навряд чи надійніші зіставлення платонівського металу з халькопіритом, нефритом, бурштином й іншими мінералами та напівдорогоцінним камінням.
У нумізматиці орихалком називають бронзовий сплав з золотим відтінком, з якого в Стародавньому Римі карбували сестерції.

## Орихалк у Платона
Найдокладніший опис орихалка дається Платоном в діалозі «Крітій». Зі слів Крітія, речовина ця використовувалась в Атлантиді. «Більшу частину потрібного для життя давав сам острів, перш за все будь-які види копалин твердих і плавких металів, і в їх числі те, що нині відомо лиш за назвою, а тоді існувало на ділі: самородний орихалк, видобувався з надр землі в різних місцях острова та за цінністю своєю поступався тоді лише золоту.»
У подальшому Крітій повідомляє, що «відношення атлантидців одне до одного у справі правління устроялось згідно з Посейдоновими вказівками, як наказував закон, записаний першими царями на орихалковій стіні, що стояла в осередді острова — всередині храму Посейдона». Крім того, «стіни навколо зовнішнього земляного кільця цитаделі по усій окружності обробили міддю, наносячи метал у розплавленому вигляді, стіну внутрішнього валу вкрили литтям з олова, а стіну самого акрополя — орихалком, що випускав вогнистий блиск».

## Орихалк після Платона
Йосип Флавій згадує про орихалк в «Юдейських старожитностях», повідомляючи, що священні посудини в храмі Соломона були виготовлені з цього металу. За псевдо-арістотелівським трактатом De mirabilibus auscultationibus, цей блискучий метал отримували при плавці міді шляхом додавання кальмії, особливої породи, котру привозили з берегів Чорного моря і яку пов'язують з оксидом цинку. На думку Плінія Старшого, метал цей вийшов із вжитку тоді, коли були вичерпані його копальні. У новий час писав про орихалк у «Новій Атлантиді» Френсіс Бекон.
Надалі невиразними уявленнями про орихалк як про давню речовину, що доступна тільки обраним, неодноразово використовувалась у своїх цілях езотеричними товариствами та релігійними сектами. Так, брат Джозефа Сміта, засновника Церква Ісуса Христа Святих останніх днів, заявляв, що золоті листи (скрижалі) мормонізму були виконані зі сплаву золота й міді. Подальший розвиток ця тема отримала в науково-фантастичній літературі та в комп'ютерних іграх.

## Сучасні згадки
Орихалк часто зустрічається в книгах, фільмах та іграх, дійство яких відбувається у фентезійних всесвітах. Дж. Р. Р. Толкін ввів його до своїх творів під ім'ям надлегкого металу мітрил.
Інші приклади:
- У всесвіті «Lineage II» — ресурс, необхідний для створення обладунків та зброї (у тому числі стріл високого рангу). Є орихалкова руда, а є чистий орихалк.
- У всесвіті «The Elder Scrolls» (а саме у ТЕС 5) для виготовлення та покращення орочої броні та зброї необхідні орихалкові злитки.
- У стратегічній грі «Age of Mythology» раса атлантів використовує орихалк для будівництва та виготовлення зброї та створінь.
- У пригодницькій грі "Assasins Creed Odyssey" орихалк використовується як валюта для купівлі рідкісного і легендарного спорядження в Домі Олімпійців.

## Сучасні знахідки
Біля берегів Сицилії виявлено затонулий корабель, який перевозив зливки незвичайного металу (припускають — орихалку), створення якого приписували жителям міфічної Атлантиди.